# 三和電気計器
三和電気計器株式会社（さんわでんきけいき）は東京都千代田区外神田に本社を置く、日本の電気・電子分野むけ計測機器メーカーである。

## 概要
長期に渡って日本のテスター市場を日置電機と二分してきた代表的メーカーである。代表的メーカーであることは現在でも変わりないが、近年は、廉価なテスターの市場はエー・アンド・デイなどの他の国内メーカーや台湾、中国のメーカーに市場を譲り、高い品質や、高度な機能・性能を要求するユーザ、用途にむけた製品に軸足を移してきている。
また、学校教育用として、テスターのキットを供給している。キットとはいっても充分に実用的な性能と使い勝手を実現しており、キットの完成後はそのテスターを使った実習も可能となっている。以前はアナログテスターのキットしかなかったが、近年はデジタルテスターのキットも提供している。

## 沿革
- 1941年（昭和16年）、東京府北多摩郡小金井町1882に三和電気計器製作所を設立。回路計（テスター）の製造販売を開始。
- 1950年（昭和25年）、三和電気製作所（小型テスタを担当）、三和電気計器製作所（中大型テスタを担当、現：三和M.I.テクノス）、三和無線測器研究所（真空管試験器など、無線測定器を担当）に分離独立[1]。
- 1953年（昭和28年）、三和電気製作所と三和電気計器製作所の販売部門を独立させ、東京都千代田区神田松住町に三和電気計器株式会社を設立。
- 1964年（昭和39年）、輸出先が80数ヶ国に増加。国内市場は75%を占める。
- 1957年（昭和32年）、コーポレートマーク、カラーSANWAを発表。
- 1993年（平成5年）、三和電気計器製作所を三和エム・アイ・テクノス株式会社に改名。
- 1996年（平成8年）、三和テスメックスがISO9002を取得。
- 2002年（平成14年）、三和M.I.テクノスがISO2000、2001を取得。三和電気計器がISO9001を取得。

## 主な製品

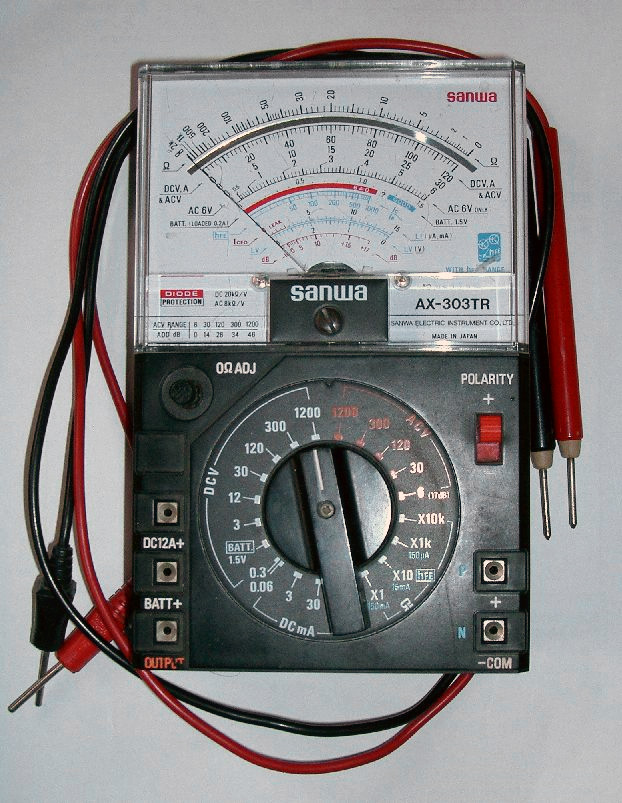
アナログテスタ AX303-TR

- デジタルマルチメータ
- アナログテスタ
- クランプメータ
- 絶縁抵抗計
- レーザパワーメータ
- 光パワーメータ
- 照度計
- 温度計
- 標準校正器
- コード試験器
- 検相・検電器
- 接地抵抗計
- 回転・速度計
- 学校用教材キット

## 主な事業所
- 本社、東京営業所

〒101-0021 東京都千代田区外神田2-4-4 電波ビル
- 大阪営業所

〒556-0003 大阪市浪速区恵美須西2-7-2
- 羽村工場、三和M.I.テクノス、三和テスメックス

〒205-0023 東京都羽村市神明台4-7-15